# Средневековые войны

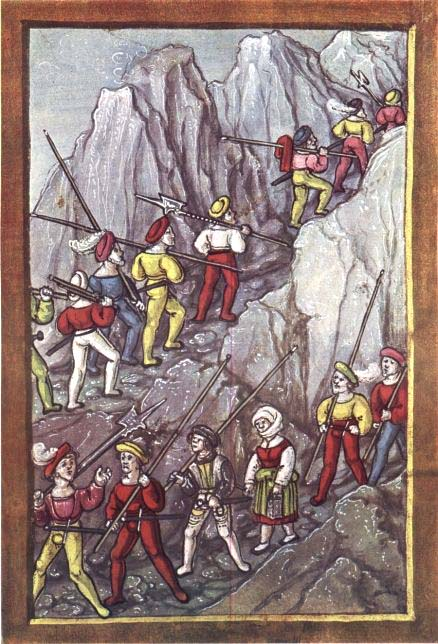
Швейцарские наёмники пересекают Альпы. Илл. из «Люцернской хроники» Диболда Шиллинга Младшего, 1513год.

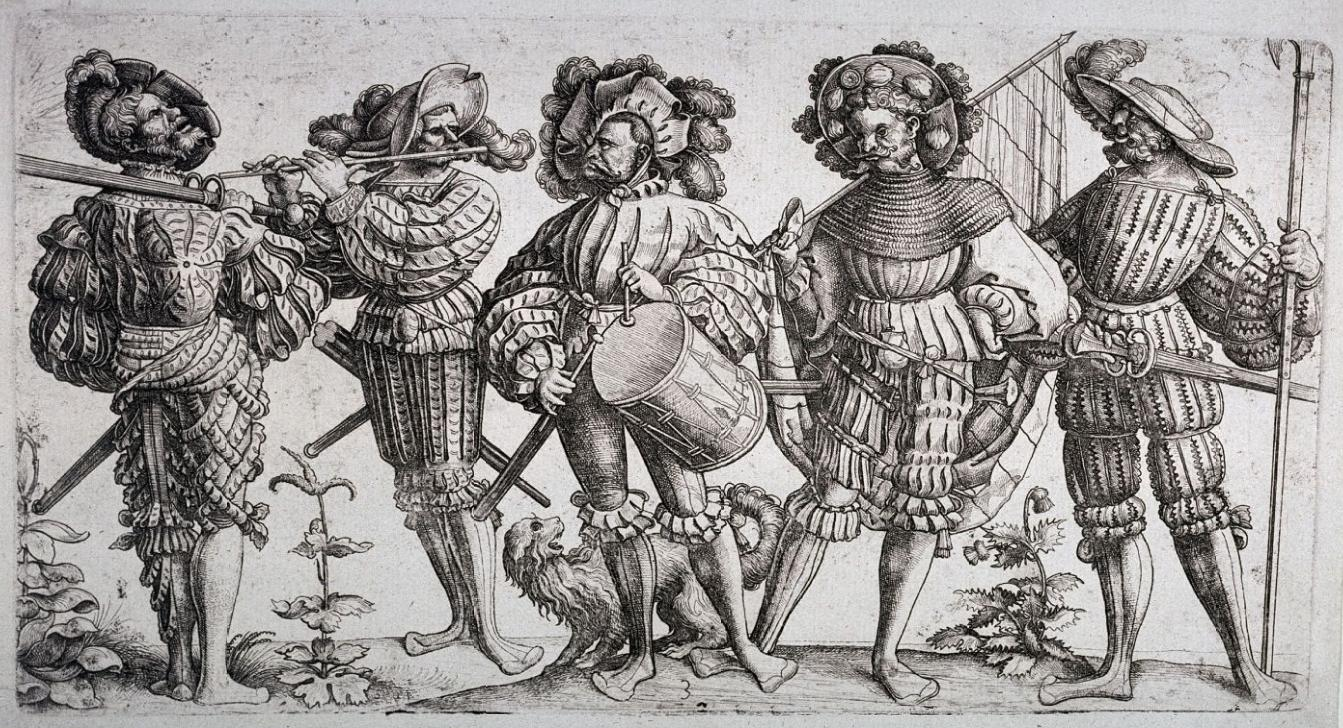
Даниэль Хопфер, «Пять ландскнехтов», XVI век.

Средневековые войны (Средневековые междоусобицы) — период военной истории с VII по XVI века.

## История
Средневековье и Ренессанс знали войны профессионалов. В средневековой Германии акт объявления войны носил название «Absagung» (Diffidatio), а у французов, согласно господствовавшим воззрениям, считалось необходимым, чтобы от момента объявления войны до её начала протекло не менее 90 дней. В Средневековой Европе, война (междоусобица) обычно предусматривала захват у родственников (противника) какой-либо земли (края, страны), и побеждённому государству для окончания войны было достаточно принять или не принять эти территориальные требования победителя. 
 До полного подчинения государства-противника или, тем более, до полного уничтожения его населения, дело доходило крайне редко. Если такое случалось («война до смерти» или война на истребление), то это происходило только на окраинах Европы (Реконкиста, Крестовые походы, османская экспансия на Балканах и так далее).
Марксистская историография, рассматривая историю развития военного искусства с точки зрения развития способов организации ведения войны, относит средневековые войны к феодальному, или цеховому способу организации промышленности, где основой являлся ручной труд ремесленника при наличии уже усовершенствованной примитивной техники и разнообразия операций труда в процессе изготовления предмета в целом, а организаторами производства являлись цеховые мастера. 
В феодальный (цеховой) период войны дружины феодалов (впоследствии — отряды наёмников) представляли собой аналог замкнутых цеховых корпораций с рыцарем (командиром отряда) в качестве цехового мастера. Основой боя было применение отдельным воином холодного оружия. Военные корпорации были замкнутыми в пределах своей профессии организациями частнопредпринимательского характера. На войне феодалы (впоследствии — цеховые корпорации наёмников) выдвигали свои требования и заставляли командующего исходить при решении стратегических задач прежде всего из этих требований.
Периодизация средневековых войн в марксистской историографии происходит на основе изменения политических форм классового господства:
- Первый этап — военное искусство вооружённых формирований племенных объединений и периода феодальной анархии.
- Второй этап — военное искусство вооружённой организации феодальных монархий в период их складывания и утверждения.

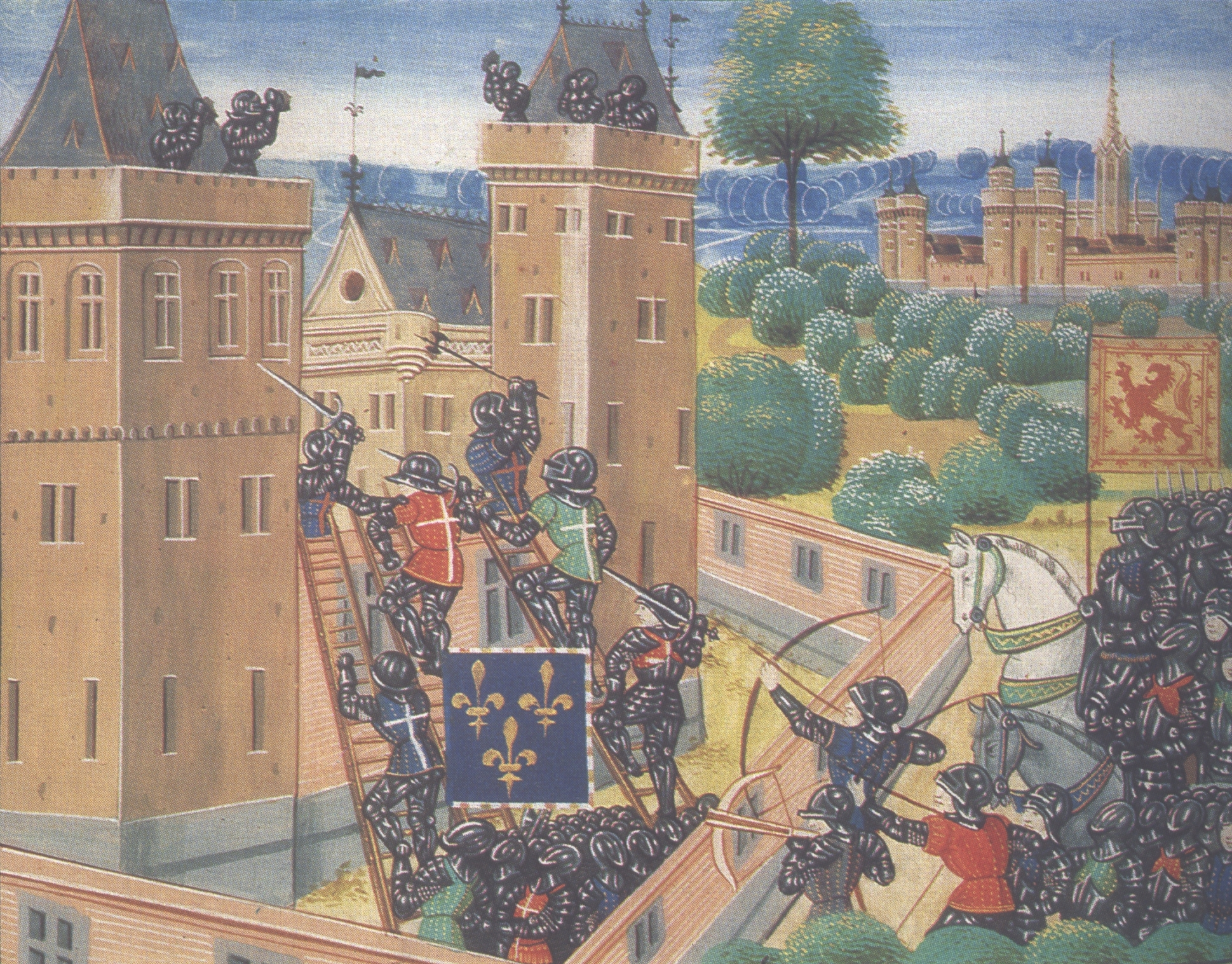
Осада Варка в Англии, 1385 год.

Характерной особенностью феодального общества была раздробленность. Все, кто имел какую-то самостоятельную военную силу, беспрерывно враждовали между собой. Можно выделить четыре типа войны в Средние века:
- «война до смерти» или война на истребление — религиозные войны, ведущиеся против иноверцев или язычников;
- открытая или публичная война, при которой если захватывали противника в плен, то он мог рассчитывать на выкуп;
- скрытая война, при которой допускались убийство и ранения, однако поджог, пленение или мародерство считались неприемлемыми;
- осадная война (осада городов)[3].